# Söll (Austria)
Söll – gmina w zachodniej Austrii, w kraju związkowym Tyrol, w powiecie Kufstein. Według Austriackiego Urzędu Statystycznego liczyła 3562 mieszkańców (1 stycznia 2015).